# Kyle Broflovski

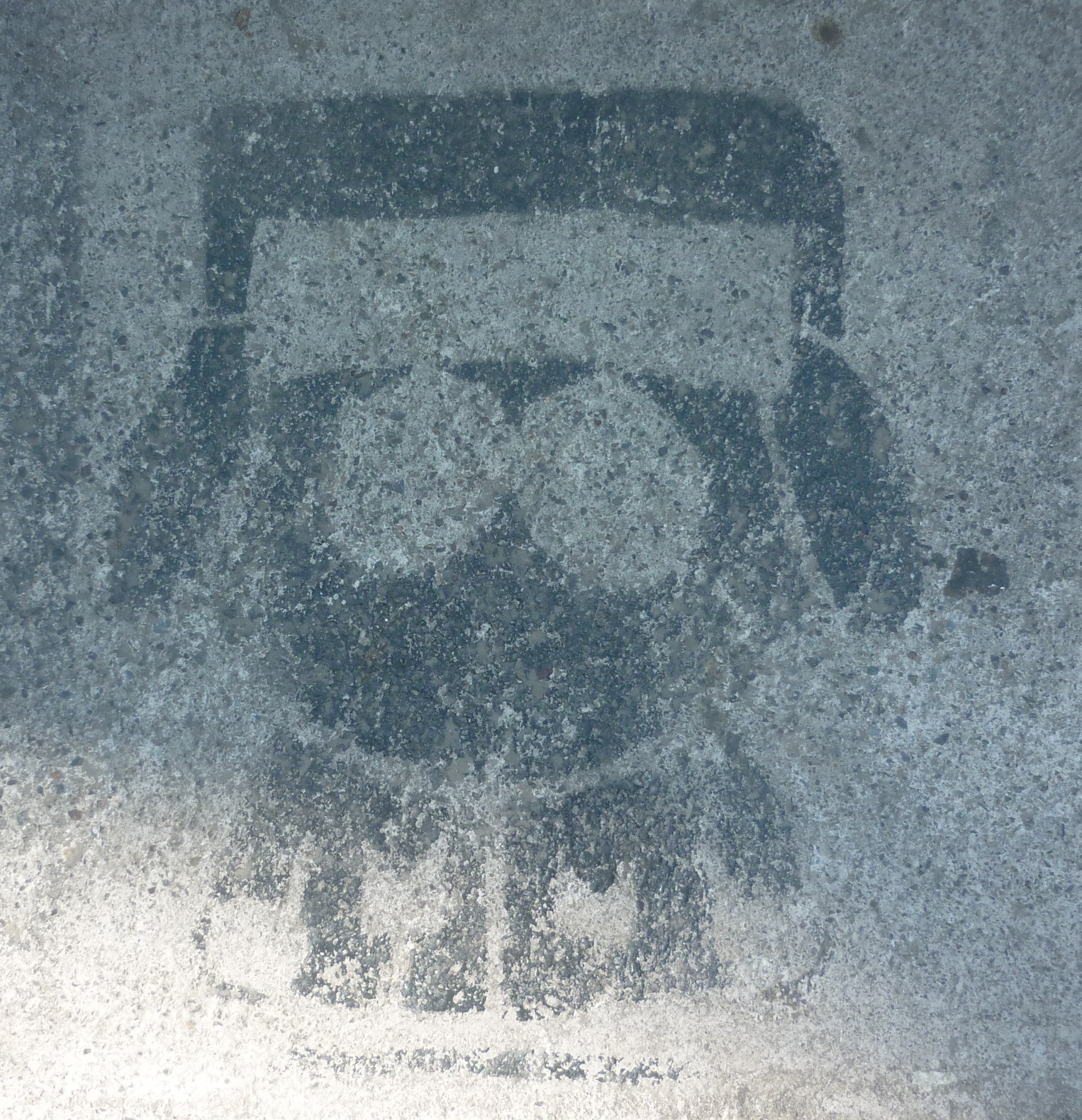
Graffiti przedstawiające postać Kyle’a Broflovskiego

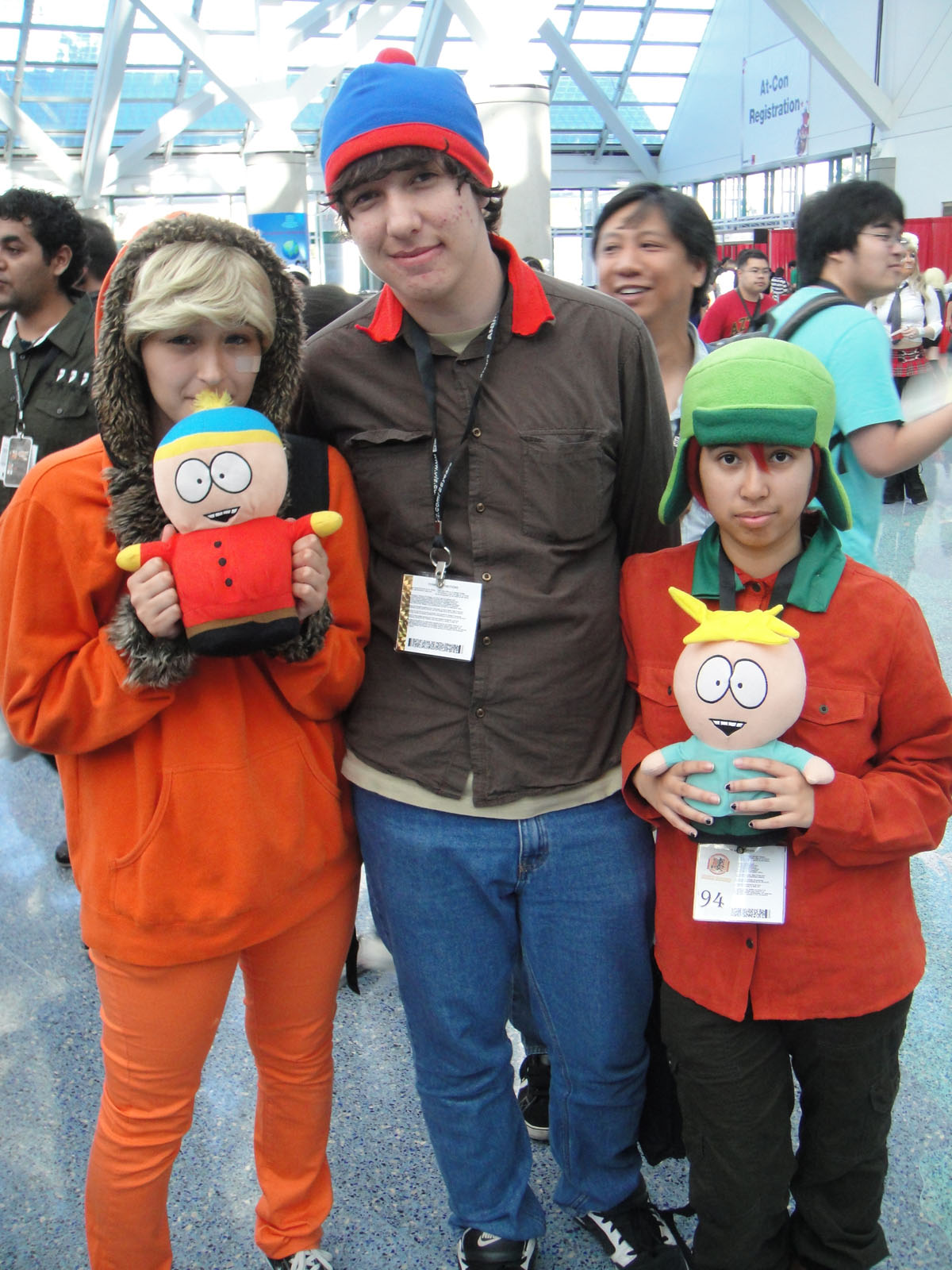
Cosplay Kyle’a Broflovskiego (pierwszy z prawej)

Kyle Broflovski – jeden z głównych bohaterów serialu animowanego Miasteczko South Park, obok Erica Cartmana, Stana Marsha i Kenny’ego McCormicka. W oryginale głosu użycza mu Matt Stone, natomiast w polskiej wersji – Mateusz Narloch. Kyle pochodzi z żydowskiej rodziny, co daje Cartmanowi sposobność do obrażania go (np. mówiąc, że poczęstowałby go cukierkiem, jednak nie ma koszernych słodyczy). Matka Kyle’a to zacięta działaczka społeczna, a jej zdeterminowana postawa w kwestiach dochodzenia do swoich racji również jest źródłem kpin ze strony innych dzieci (najczęściej Cartmana). Kyle ma młodszego adoptowanego brata, Ike’a (Kanadyjczyka, co miało znaczenie w pełnometrażowym filmie Miasteczko South Park). Kyle lubi Ike’a, aczkolwiek twierdzi, że nie jest jego prawdziwym bratem. Często bawi się z nim w zabawę „Kopnij bobasa” (Kick the baby), na co Ike odpowiada Don't kick the baby. Mimo to stara się go chronić i uczy go zasad wiary żydowskiej. Jego najlepszym przyjacielem jest Stan. Po śmierci Kenny’ego często dodaje kwestię You bastards! (dranie!). Kyle nosi zieloną czapkę uszankę, pod którą skrywa burzę rudych, kręconych włosów.